# Moldejazz
Das Molde International Jazz Festival (MIJF), Moldejazz ist ein seit 1961 jährlich im Juli in der Hafenstadt Molde in Norwegen stattfindendes Jazzfestival von internationalem Rang.

## Hauptteil
Das Festival wurde vom lokalen Storyville Jazzclub als Wochenendfestival initiiert und erhielt seit 1964 staatliche Unterstützung. Im Lauf der Zeit wuchs es auf jährliche Besucherzahlen von 80.000 bis 100.000 bei einer Dauer von einer Woche. Neben Jazz treten auch Musiker aus dem Rock, der Popmusik, dem Blues und der World Music auf. Etwa die Hälfte der rund 140  Konzerte (2013) sind frei.
Hier traten häufig Jan Garbarek, Karin Krog, Niels-Henning Ørsted Pedersen und John Scofield auf.
Tradition ist eine tägliche Jazzparade von Musikern  nach dem Vorbild von New Orleans Street Parades, und jahrelang führte der New Orleans Musiker Lionel Batiste diese an.
Es ist mit dem Kongsberg Jazzfestival und dem Oslo Jazzfestival eines der drei großen norwegischen Jazzfestivals. Der wichtige norwegische Jazzpreis Buddyprisen wurde zeitweise hier verliehen.
Die Konzerte werden im norwegischen Radio und Fernsehen übertragen. Entsprechend gibt es einen Film schon vom Festival 1962 (mit Karin Krog, dem Arne Domnérus Orchester, Idrees Sulieman, Lucky Thompson).
Einige Kompositionen sind extra für das Festival in Auftrag gegeben und komponiert worden. Bekannt sind das Molde Canticle von Jan Garbarek und die Komposition Break of Day in Molde (1969) von Karin Krog nach Ida Lupino von Carla Bley.
2001 bis 2012 wurde es von Jan Ole Otnæs (* 1951) geleitet.

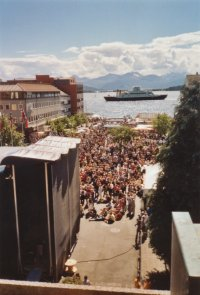
Molde-Jazzfestival 2005, Konzert auf dem Rathausplatz

## Jazz-Musiker auf dem Festival
Unter den hier aufgetretenen bekannten Jazzmusikern waren:
- Benny Bailey (1961/70)
- Lucky Thompson (1962),
- Dexter Gordon (1963/64/65/71/72),
- Sonny Stitt (1963/81),
- Niels-Henning Ørsted Pedersen (1964–68, 70–74, 81, 84–85, 88–90, 93, 2000 und 2002),
- Benny Golson (1964),
- Jimmy Witherspoon (1964),
- Tete Montoliu (1964),
- George Russell (1965),
- Kenny Drew senior (1965–68/75/86),
- Wayne Shorter (1966, 2007, 2012),
- Charles Lloyd (1966),
- Don Byas (1966),
- Jack DeJohnette (1966/77/81/86/97/2006),
- J. J. Johnson (1966),
- Keith Jarrett (1966, 1972, 1973, 1986),
- Roland Kirk (1967),
- Ben Webster (1967/69),
- Freddie Hubbard (1967/84/92),
- Phil Woods (1968/69/72/79/98),
- Don Cherry (1968/79/82/84/87),
- Joe Henderson (1968/84),
- Clark Terry (1971/73/99),
- Buddy Tate (1971)
- Herbie Hancock (1971/88/97/98, 2002/10),
- Weather Report/Joe Zawinul (1971/89/99),
- Chick Corea (1972, 2000/07)
- Ralph Towner (1973/75/77/78),
- Eubie Blake (1973),
- Gary Burton (1974, 2002/07/10),
- Wallace Davenport (1975/77/78),
- McCoy Tyner (1975/96/2006),
- Max Roach (1977/83),
- Carla Bley (1978/93/99),
- Bill Evans Trio mit Marc Johnson und Joe LaBarbera (1980)
- Lester Bowie (1982/89–92/95),
- Art Blakey (1983/90),
- Jaco Pastorius (1983),
- Stéphane Grappelli (1984),
- Miles Davis (1984/85),
- John Scofield (1984–87, 89–90, 92/95/97/99, 2006, 2012),
- Modern Jazz Quartet (1985),
- Oscar Peterson/The Manhattan Transfer (1987),
- Ornette Coleman (1987, 2008),
- Dizzy Gillespie (1989),
- Terri Lyne Carrington (1990, 2011)
- Milt Jackson (1998),
- Dianne Reeves (2003/11),
- Branford Marsalis (2004),
- Joshua Redman (2006/09),
- Sonny Rollins (2010),
- Bobby McFerrin (2010),
- John McLaughlin (2011),
- Joe Lovano (2012)
- Marcus Miller (2013)

### Weitere Musiker
- 1977: Muddy Waters
- 1986: James Brown
- 1989: Blues Brothers
- 1991: Motorpsycho
- 1996: Bob Dylan
- 1996: Van Morrison
- 1997: Eric Clapton
- 1998: Gipsy Kings
- 1999: Jeff Healey, Ray Charles
- 2000: Buena Vista Social Club
- 2001: B. B. King
- 2002: Paul Simon, Santana, Joe Cocker
- 2003: Ibrahim Ferrer
- 2004: Stevie Wonder
- 2005: Lauryn Hill
- 2006: Sting
- 2007: Steely Dan, Elvis Costello
- 2008: Patti Smith,  Mary J. Blige
- 2009: Leonard Cohen, Jamie Cullum, Raphael Saadiq
- 2010: Jeff Beck, Karpe Diem, Missy Elliott
- 2011: Sinéad O’Connor
- 2012: Norah Jones, Janelle Monáe.
- 2013: Bryan Ferry
- 2018: Van Morrison mit Stanley Clarke Band

### Artist in residence
Es gibt seit 2000 die Einrichtung eines Artist in Residence:
- 2000: Chick Corea
- 2001: Pat Metheny
- 2002: Paal Nilssen-Love
- 2003: Michael Brecker
- 2004: Håvard Wiik
- 2005: Arild Andersen
- 2006: Joshua Redman
- 2007: Terje Rypdal
- 2008: Marilyn Mazur
- 2009: Arve Henriksen
- 2010: Nils Petter Molvær
- 2011: Dave Holland
- 2012: Jon Balke
- 2013: Jason Moran
- 2014: Sidsel Endresen
- 2015: Mats Gustafsson
- 2016: Ola Kvernberg
- 2017: Vijay Iyer
- 2018: Maria Schneider (mit Ensemble Denada)

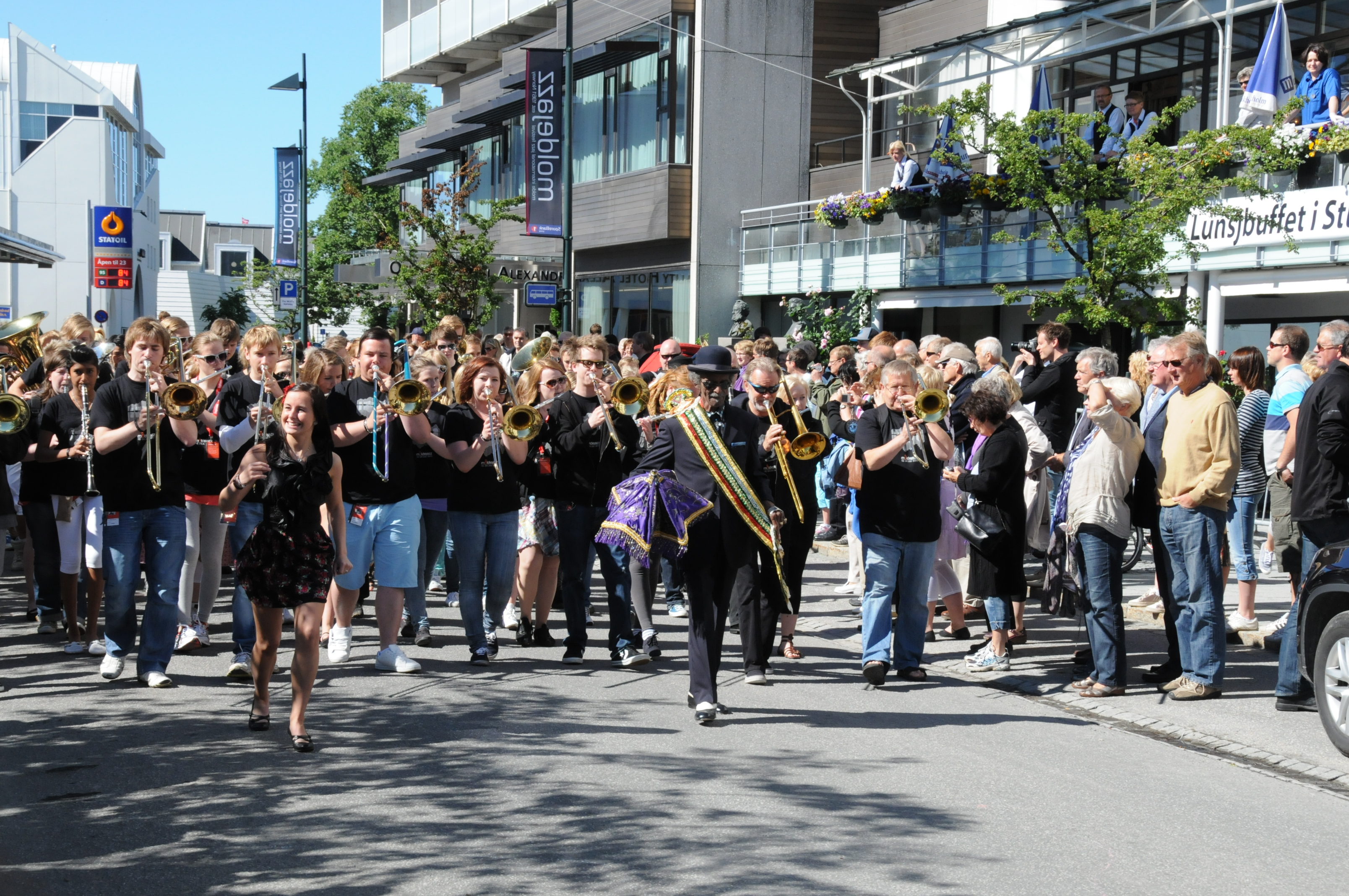
Jazz Street Parade 2010

- 2019: Gard Nilssen
- 2020: John Zorn

## Live-Aufnahmen
- 1973: Sam Rivers Suite for Molde (auch als Live Trio Sessions; mit Barry Altschul, Arild Andersen)
- 1976: Carl Magnus Neumann’s Live at Moldejazz 1976
- 1978: Muddy Waters, Three Concerts
- 1980: Bill Evans als Teil von The Oslo Concerts
- 1981: Arild Andersen und Bill Frisells A Molde Concert
- 1984: Miles Davis Band Fra Idrettens Hus (DVD)
- 1989: Hermeto Pascoal e Grupo
- 1991: Rick Danko, Jonas Fjeld und Eric Andersen (One More Shot, 1991/2000)
- 1994: Farmers Market (Speed Balkan Boogie, 1994)
- 2000: Merzbow/Jazzkammer, Live at Molde International Jazz Festival (mit Lasse Marhaug, John Hegre, Maja Ratkje)
- 2002/03: Michael Brecker (with Farmers Market 2002, Directions in Music 03)
- 2004: Paal Nilssen-Love, Twentyseven years later (2002), Pipes and Bones
- 2005: Trondheim Jazz Orchestra und Chick Corea, Live in Molde
- 2005: Matthew Bourne, The Molde Concert (2005)
- 2007: Peter Brötzmann, Chicago Tentet at Molde 2007
- 2008: Chick Corea und Gary Burton, The New Crystal Silence
- 2010: Ytre Suløens Jassensemble, Live at Moldejazz[4]